# أوك لاون (إلينوي)
أوك لاون (بالإنجليزية: Oak Lawn) هي قرية تقع في الولايات المتحدة في مقاطعة كوك، إلينوي. يقدر عدد سكانها بـ 56,690 نسمة .

## أعلام
- روبرت فوغل
- بيل إيفانز
- برينت باورز
- باول لومان
- جون مردوخ
- سي جاي كوبيك
- تشارلز جي. هايز
- جاك غوين
- جوس ورلد
- جيمس ك. موراي